# Brixia rosae
Brixia rosae är en insektsart som beskrevs av Synave 1965. Brixia rosae ingår i släktet Brixia och familjen kilstritar. Inga underarter finns listade i Catalogue of Life.